# Sarbanissa venusta

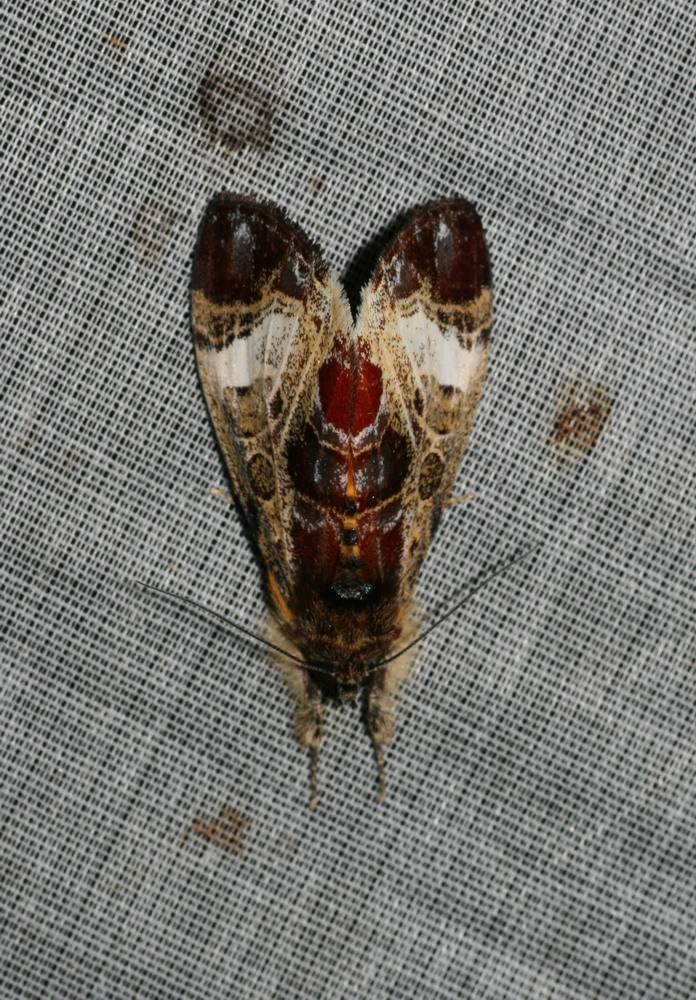
Sarbanissa venusta

Sarbanissa venusta is een vlinder uit de familie van de uilen (Noctuidae). De wetenschappelijke naam van de soort is voor het eerst geldig gepubliceerd in 1888 door Leech.